# Pyramidové číslo

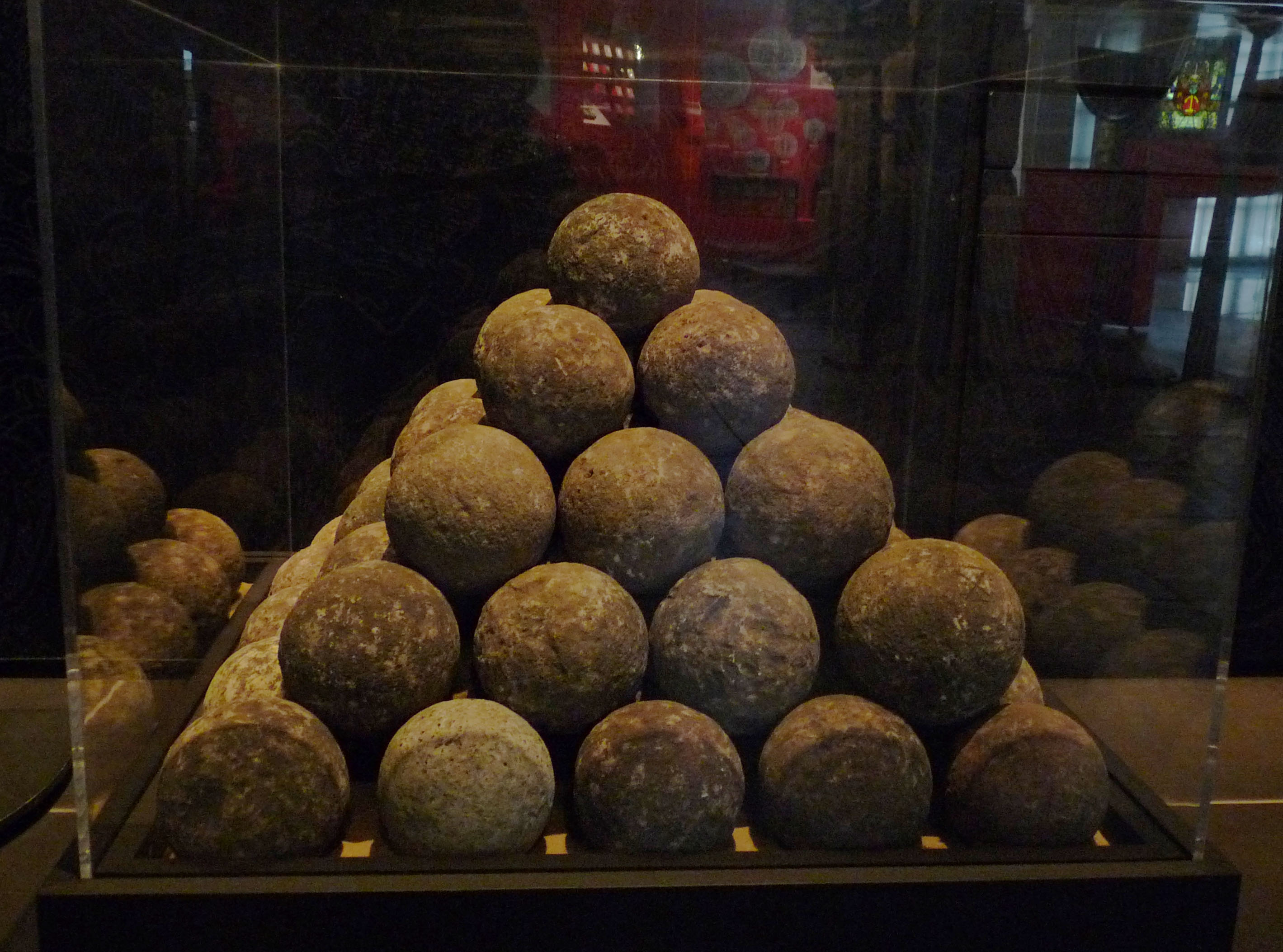
Vyzualizace pyramidového čísla (Vlastivědné muzeum ve Štrasburku)

Pyramidové číslo je figurální číslo, které lze získat jako počet stejně velkých koulí narovnaných do tvaru jehlanu, jehož podstavou je pravidelný mnohoúhelník. Často se tento pojem používá pro čtvercová pyramidová čísla, u kterých má tento jehlan jako podstavu čtverec. Vzorec pro n-té r-úhelníkové pyramidové číslo je:
{\displaystyle P_{n}^{r}={\frac {3n^{2}+n^{3}(r-2)-n(r-5)}{6}}},
kde r ∈ ℕ, r ≥ 3.

## Druhy pyramidových čísel
- trojúhelníkové pyramidové číslo
- čtvercové pyramidové číslo
- pětiúhelníkové pyramidové číslo
- šestiúhelníkové pyramidové číslo
- sedmiúhelníkové pyramidové číslo
- osmiúhelníkové pyramidové číslo